# امینه جین محمد
امینه جین محمد (انگلیسی: Amina J. Mohammed؛ زادهٔ ۲۷ ژوئن ۱۹۶۱) سیاستمدار اهل نیجریه است. وی قائم‌مقام دبیرکل سازمان ملل متحد و وزیر پیشین محیط زیست نیجریه بوده است.

## آغاز زندگی، نوجوانی و تحصیلات
امینه محمد در سال ۱۹۶۱ در لیورپول، انگلستان متولد شد، پدرش یک افسر دامپزشک نیجریه ای و مادرش پرستار انگلیسی است. امینه بزرگ‌ترین دختر از پنج فرزند دختر خانواده‌اش است.
محمد در یک دبستان در کادونا و مایدوگوری به تحصیل پرداخت. او برای ادامه تحصیلات به مدرسه باکان در انگلستان رقت. محمد در سال ۱۹۸۹ در رشته مدیریت وارد کالج هنلی شد. محمد پس از اتمام تحصیلات خود با خواسته پدرش به نیجریه بازگشت.

## شغل
بین سالهای ۱۹۸۱ و ۱۹۹۱، محمد با مؤسسه آرک‌کان نیجریه و در ارتباط با شرکت‌های نورمن و داوبارن بریتانیا مشغول به کار شد. در سال ۱۹۹۱، او کنسرسیوم پروژه آفریا را تأسیس کرد و از سال ۱۹۹۱ تا ۲۰۰۱ مدیر اجرایی آن بود.
از سال ۲۰۰۲ تا سال ۲۰۰۵، امینه محمد در پروژه هزاره ملل متحد هماهنگ‌کننده نیروی کار در زمینه جنسیت و آموزش را برعهده داشت.
امینه محمد بعدها به عنوان دستیار ارشد رئیس‌جمهور نیجریه در مورد اهداف توسعه هزاره (MDGs) خدمت کرد. در سال ۲۰۰۵، او مسئول هماهنگی کمک‌های مالی در خصوص بدهی‌های نیجریه به منظور دستیابی به اهداف توسعه هزاره بود. مأموریت او شامل طراحی یک صندوق اعانه مجازی به فقرا با یک رویکرد جدید و نوآورانه در کاهش دادن به فقر، و هماهنگی و نظارت بودجه و همچنین ارائه مشاوره در مورد مسائل مربوط به فقر، اصلاحات بخش دولتی و توسعه پایدار بود.
امینه محمد بعداً مؤسس و مدیرعامل مرکز راه حل‌های توسعه و همچنین به عنوان استاد دوره کارشناسی ارشد در برنامه تمرین توسعه در دانشگاه کلمبیا شد. طی آن سالها، او در هیئت مدیره و پانل‌های متعدد مشورتی بین‌المللی، از جمله کمیتهٔ دفاعی دبیرکل سازمان ملل متحد در مورد برنامه توسعه پس از ۲۰۱۵ و گروه مشاوره مستقل کارشناسان در زمینه انقلاب داده برای توسعه پایدار، خدمت کرده است. او همچنین رهبری هیئت مشورتی سازمان جهانی آموزشی، علمی و فرهنگی (یونسکو) و مؤسسه جهانی نظارت بر آموزش (GME) را رهبری نمود.
از سال ۲۰۱۲، امینه محمد یکی از مهره‌های کلیدی در فرایند برنامه توسعه پس از ۲۰۱۵ بود و به عنوان مشاور ویژه بان کی‌مون، دبیرکل سازمان ملل متحد در زمینه برنامه‌ریزی توسعه پس از ۲۰۱۵، خدمت کرد. در این دوره نقش او به عنوان هماهنگ‌کننده بین دبیرکل، هیئت مدیره سطح بالایی از افراد برجسته (HLP) و گروه‌های کاری مجمع عمومی (OWG) و در میان سایر سهامداران عمل کرد. از سال ۲۰۱۴، محمد در گروه مشاوره کارشناس مستقل دبیرکل برای یک توسعه پایدار خدمت کرده است.

## وزیر محیط زیست، ۲۰۱۵–۲۰۱۶
محمد از ماه نوامبر ۲۰۱۵ تا دسامبر ۲۰۱۶ در سمت وزیر محیط زیست فدرال در کابینه رئیس‌جمهور محمدو بوهاری خدمت کرده است. در آن زمان، نماینده نیجریه در کمیته نظارتی اصلاحات آفریقای جنوبی (AU) بود که تحت نظارت پل کاگامه قرار داشت. او در ۲۴ فوریه ۲۰۱۷ از شورای اجرایی فدرال نیجریه استعفا داد.
در سال ۲۰۱۷، محمد طی مدتی که به عنوان وزیر محیط زیست اشتغال داشت به مشارکت در یک کلاهبرداری چینی مبنی بر صدور غیرقانونی چوب کاج نیجریه شد و در معرض خطر انفصال از خدمت قرار گرفت. دولت نیجریه این ادعاها را رد کرده است.

## قائم‌مقام دبیرکل سازمان ملل متحد
در ژانویه ۲۰۱۷،آنتونیو گوترش دبیرکل سازمان ملل متحد، قصد خود را مبنی اعلام محمد به عنوان قائم‌مقام دبیرکل سازمان ملل متحد را علنی کرد.

## فعالیت‌های دیگر
- مشارکت جهانی برای داده‌های توسعه پایدار، عضو هیئت مدیره (از سال ۲۰۱۷)
- اکشن‌اید، طرح حقوق بین‌الملل برای آموزش، عضو هیئت مشورتی
- برنامه توسعه جهانی بنیاد بیل و ملیندا گیتس، عضو هیئت مشورتی
- هیئت بنیاد، عضو هیئت مدیره
- مرکز تحقیقات توسعه بین‌المللی، عضو هیئت مدیره
- مؤسسه اطلاعات علمی و فنی چین (ISTIC)، عضو هیئت مشورتی

## افتخارات
- جایزه افتخارات ملی اداره جمهوری فدرال (۲۰۰۶)
- تالار مشاهیر نیجریه (۲۰۰۷)[۲۱]
- جایزه فورد خانواده نوتردام برای توسعه و همبستگی بین‌المللی (۲۰۱۵)
- دیپلمات جوایز سال (۲۰۱۷)[۲۲]
- ۱۰۰ زن بی‌بی‌سی (۲۰۱۸) برای فعالیتش در سمت قائم‌مقام دبیرکل سازمان ملل متحد[۲۳]